# Båkgrundet
Båkgrundet är en ö i Finland.   Den ligger i kommunen Hangö i landskapet Nyland, i den södra delen av landet, 120 km väster om huvudstaden Helsingfors.
Båkgrundet ligger mycket nära Russarö. Öarna skiljs åt av ett endast fåtal meter brett sund som överbryggas av en spång. Båkgrundets area är 4,7 hektar och dess största längd är 450 meter.